# مانوئل رویز سوسا
مانوئل رویز سوسا (انگلیسی: Manuel Ruiz Sosa; ۱۰ آوریل ۱۹۳۷ – ۱۲ دسامبر ۲۰۰۹) بازیکن فوتبال اهل اسپانیا بود.
از باشگاه‌هایی که در آن بازی کرده‌است می‌توان به باشگاه فوتبال اتلتیکو مادرید، باشگاه فوتبال گرانادا، و باشگاه فوتبال سویا اشاره کرد.
وی همچنین در تیم‌های ملی فوتبال زیر ۲۱ سال اسپانیا، Spain B national football team، و اسپانیا بازی کرده‌است.